# Olympische Sommerspiele 2016/Teilnehmer (Libanon)
| Gelbes Symbol für Goldmedaillen mit stilisierten Olympischen Ringen | Graues Symbol für Silbermedaillen mit stilisierten Olympischen Ringen | Braundes Symbol für Bronzemedaillen mit stilisierten Olympischen Ringen |
| ------------------------------------------------------------------- | --------------------------------------------------------------------- | ----------------------------------------------------------------------- |
| —                                                                   | —                                                                     | —                                                                       |

Der Libanon nahm an den Olympischen Spielen 2016 in Rio de Janeiro teil. Es war die insgesamt 17. Teilnahme an Olympischen Sommerspielen. Das Lebanese Olympic Committee nominierte neun Athleten in sieben Sportarten.
Fahnenträger bei der Eröffnungsfeier war der Judoka Nacif Elias.

## Teilnehmer nach Sportarten

### Fechten
| Athleten    | Wettbewerb     | 1. Runde | 1. Runde | 2. Runde   | 2. Runde | Achtelfinale  | Achtelfinale  | Viertelfinale | Viertelfinale | Halbfinale / Klassifikation | Halbfinale / Klassifikation | Finale / Platzierung | Finale / Platzierung | Rang          |
| Athleten    | Wettbewerb     | Gegner   | Ergebnis | Gegner     | Ergebnis | Gegner        | Ergebnis      | Gegner        | Ergebnis      | Gegner                      | Ergebnis                    | Gegner               | Ergebnis             | Rang          |
| ----------- | -------------- | -------- | -------- | ---------- | -------- | ------------- | ------------- | ------------- | ------------- | --------------------------- | --------------------------- | -------------------- | -------------------- | ------------- |
| Frauen      |                |          |          |            |          |               |               |               |               |                             |                             |                      |                      |               |
| Mona Shaito | Florett Einzel | Freilos  | Freilos  | Lee Kiefer | 3:15     | ausgeschieden | ausgeschieden | ausgeschieden | ausgeschieden | ausgeschieden               | ausgeschieden               | ausgeschieden        | ausgeschieden        | ausgeschieden |

### Judo
| Athleten    | Wettbewerb | 1. Runde | 1. Runde | 2. Runde   | 2. Runde   | Viertelfinale | Viertelfinale | Halbfinale / Trostrunde | Halbfinale / Trostrunde | Finale / Platz 3 | Finale / Platz 3 | Rang |
| Athleten    | Wettbewerb | Gegner   | Ergebnis | Gegner     | Ergebnis   | Gegner        | Ergebnis      | Gegner                  | Ergebnis                | Gegner           | Ergebnis         | Rang |
| ----------- | ---------- | -------- | -------- | ---------- | ---------- | ------------- | ------------- | ----------------------- | ----------------------- | ---------------- | ---------------- | ---- |
| Männer      |            |          |          |            |            |               |               |                         |                         |                  |                  |      |
| Nacif Elias | bis 81 kg  | Freilos  | Freilos  | E. Lucenti | 000H:100s1 | ausgeschieden | ausgeschieden | ausgeschieden           | ausgeschieden           | ausgeschieden    | ausgeschieden    | 17   |

### Leichtathletik
Laufen und Gehen 
| Athleten      | Wettbewerb   | Runde 1 | Runde 1 | Halbfinale    | Halbfinale    | Finale        | Finale        | Rang |
| Athleten      | Wettbewerb   | Zeit    | Rang    | Zeit          | Rang          | Zeit          | Rang          | Rang |
| ------------- | ------------ | ------- | ------- | ------------- | ------------- | ------------- | ------------- | ---- |
| Frauen        |              |         |         |               |               |               |               |      |
| Chirine Njeim | Marathon     | –       | –       | –             | –             | 2:51:08 h     | 109           | 109  |
| Männer        |              |         |         |               |               |               |               |      |
| Ahmad Hazer   | 110 m Hürden | 15,50 s | 36      | ausgeschieden | ausgeschieden | ausgeschieden | ausgeschieden | 36   |

### Kanu

#### Kanuslalom
| Athleten       | Wettbewerb | Vorlauf  | Vorlauf | Halbfinale    | Halbfinale    | Finale        | Finale        | Rang |
| Athleten       | Wettbewerb | Zeit     | Rang    | Zeit          | Rang          | Zeit          | Rang          | Rang |
| -------------- | ---------- | -------- | ------- | ------------- | ------------- | ------------- | ------------- | ---- |
| Richard Merjan | C-1        | 120,20 s | 19      | ausgeschieden | ausgeschieden | ausgeschieden | ausgeschieden | 19   |

### Schießen
| Athleten   | Wettbewerb | Qualifikation   | Qualifikation | Finale          | Finale        | Ringe/ Scheiben | Rang |
| Athleten   | Wettbewerb | Ringe/ Scheiben | Rang          | Ringe/ Scheiben | Rang          | Ringe/ Scheiben | Rang |
| ---------- | ---------- | --------------- | ------------- | --------------- | ------------- | --------------- | ---- |
| Frauen     |            |                 |               |                 |               |                 |      |
| Ray Bassil | Trap       | 65              | 14            | ausgeschieden   | ausgeschieden | 65              | 14   |

### Schwimmen
| Athleten          | Wettbewerb     | Vorlauf     | Vorlauf | Halbfinale    | Halbfinale    | Finale        | Finale        | Rang |
| Athleten          | Wettbewerb     | Zeit        | Rang    | Zeit          | Rang          | Zeit          | Rang          | Rang |
| ----------------- | -------------- | ----------- | ------- | ------------- | ------------- | ------------- | ------------- | ---- |
| Frauen            |                |             |         |               |               |               |               |      |
| Gabriella Doueihy | 400 m Freistil | 4:31,21 min | 31      | ausgeschieden | ausgeschieden | ausgeschieden | ausgeschieden | 31   |
| Männer            |                |             |         |               |               |               |               |      |
| Anthony Barbar    | 50 m Freistil  | 23,77 s     | 50      | ausgeschieden | ausgeschieden | ausgeschieden | ausgeschieden | 50   |

### Tischtennis
| Athleten         | Wettbewerb | Vorrunde           | Vorrunde | 1. Runde      | 1. Runde      | 2. Runde      | 2. Runde      | 3. Runde      | 3. Runde      | 4. Runde      | 4. Runde      | Viertelfinale | Viertelfinale | Halbfinale    | Halbfinale    | Finale        | Finale        | Rang          |
| Athleten         | Wettbewerb | Gegner             | Ergebnis | Gegner        | Ergebnis      | Gegner        | Ergebnis      | Gegner        | Ergebnis      | Gegner        | Ergebnis      | Gegner        | Ergebnis      | Gegner        | Ergebnis      | Gegner        | Ergebnis      | Rang          |
| ---------------- | ---------- | ------------------ | -------- | ------------- | ------------- | ------------- | ------------- | ------------- | ------------- | ------------- | ------------- | ------------- | ------------- | ------------- | ------------- | ------------- | ------------- | ------------- |
| Frauen           |            |                    |          |               |               |               |               |               |               |               |               |               |               |               |               |               |               |               |
| Mariana Sahakian | Einzel     | Olufunke Oshonaike | 3:4      | ausgeschieden | ausgeschieden | ausgeschieden | ausgeschieden | ausgeschieden | ausgeschieden | ausgeschieden | ausgeschieden | ausgeschieden | ausgeschieden | ausgeschieden | ausgeschieden | ausgeschieden | ausgeschieden | ausgeschieden |